# Ugra (folyó)
Az Ugra (oroszul: Угра́) folyó Oroszország nyugati részén, a Kalugai és a Szmolenszki területen. Az Ugra az Oka bal oldali mellékfolyója, a Volga vízgyűjő területének része.

## Természetrajza
Az Ugra 399 km hosszú. Vízgyűjtő területe mintegy 15 700 négyzetkilométernyi; ennek 40%-a erdős. Forrása a Szmolenszk–Moszkvai-hátság területén van, és Kaluga fölött torkollik bele az Oka folyóba. Átlagos vízhozama 85,2 köbméter másodpercenként, de tavasszal, hóolvadáskor a vízbőség ennél jóval nagyobb: a március közepe és május közötti 45 napban folyik le rajta az éves vízmennyiség 54%-a. Novembertől áprilisig be van fagyva.